# Mazzarrà Sant'Andrea
Mazzarrà Sant'Andrea (Mazzarrà in siciliano) è un comune italiano di 1 418 abitanti della città metropolitana di Messina in Sicilia.

## Geografia fisica
Il comune è situato in una zona collinare, a 110 metri sul livello del mare, ed è delimitato dal torrente Mazzarrà.

## Storia
Secondo un'antica leggenda orale, a fondare Mazzarrà fu, ai tempi della dominazione saracena (827–1061), l'emiro musulmano Mazarak che, conquistate Taormina e Novara, affascinato dalla fertilità del terreno e dall'amenità del luogo, si insediò in questa contrada, andando ad abitare in una grande fattoria, fatta costruire dai suoi fedeli servitori quasi alla confluenza dei torrenti Cartolano (Brandino) e Macheo o degli Aranci (Mazzarrà), dove era stato edificato un avamposto avanzato della fortezza di Tripi, Novara di Sicilia e Montalbano Elicona. Da qui, Mazarak poteva controllare agevolmente tutto il traffico che passava dall'osteria del Vigilatore proveniente dalla spiaggia di Salicà e che si snodava verso le suddette fortezze (castelli). Della sontuosa dimora e castello si scorgono ancora i ruderi, invasi da erbacce e da rovi, nei pressi dell'attuale campo sportivo.
Oggi sull'origine del nome Mazzarrà ci sono varie ipotesi, ma una in particolare quella più realistica, si riferisce al fatto che in arabo i villaggi per la conduzione dei fondi agricoli erano detti Manzil o Rahàl, pertanto sorgendo in questo luogo del Castellaccio tante fattorie, la contrada fu denominata sempre Manzil e Rahàl, nome che poi in volgare diventò Mazzarak (unendo i due vocaboli) e quindi in dialetto locale, Mazzarrà.
Durante la dominazione normanna (1090–1250) i frati basiliani ebbero in concessione il feudo attorno al castellaccio, e aggiunsero a "Mazzarrà" il nome di sant'Andrea, loro santo protettore. Il paese cambiò così nome in "Mazzarrà Sant'Andrea", che serve oggi a differenziarlo da Mazara del Vallo.
Il feudo che venne a formarsi in quel punto, posseduto dai frati basiliani a partire dal 1163, dopo il 1400 passò a un certo Giovanni Giardina, dei principi di , ai quali si deve lo spostamento degli insediamenti abitativi nella zona corrispondente all'abitato attuale, a un chilometro dal vecchio castellaccio.
Il centro urbano divenne comune autonomo dopo l'abolizione del feudo, nel 1812, pur mantenendo come stemma quello degli antichi fondatori, i principi di Spadafora, stemma che rappresenta un braccio che brandisce una spada.
Come sostiene lo storico Vito Amico, dopo Giovanni Giardina, il feudo di Mazzarrà S. Andrea passò al figlio Enrico, e quindi a un consanguineo, Alduino De Aldoino, il cui nipote, nel 1447, lo lasciò in testamento a Corrado Spadafora, Barone di Venetico. "Costui ne ebbe confermata da Re Alfonso l'investitura dopo avergliene sborsato il prezzo, e lasciò il feudo e il castelletto al figlio Federico, il quale, divenuto principe di Maletto, ottenne dall'Imperatore Carlo V il privilegio di poter popolare la terra chiamandovi gente dei dintorni. Certamente fu allora che si scelse come luogo più adatto all'abitato il terreno ove oggi è la parte più bassa di Mazzarrà, a circa un chilometro dall'antico castellaccio, terreno in gran parte poi trasformato dalle alluvioni del fiume. Nell'anno 1653, per volere di Pietro Spadafora, il borgo si ingrandì, tanto da passare dai 197 abitanti del 1674, ai 510 del 1760, e acquistò lo stemma dei principi di Spadafora.
Comune autonomo dal 1820, luogo privilegiato perché culla dei vivai, conca umida e calda riparata contro i venti che soffiano dall'Etna dai contrafforti dei Peloritani, sfiorata dalla brezza delle acque del Tirreno e bagnata da quelle dei due torrenti Mazzarrà e Brandino, vede stendersi ai suoi piedi una meravigliosa plaja di circa 600 ettari, coltivata a vivai o a chinotto. «Fu dopo il 1504, a seguito della dominazione spagnola, che la diffusione degli agrumi prese corpo in modo particolare lungo le fasce ioniche e tirreniche dell'isola, perché qui le condizioni climatiche meglio rispondevano alle esigenze vegetative delle giovani piante.»
Sebbene sia ancora aperto il problema del luogo esatto in cui ebbe inizio l'agricoltura di tipo vivaistico, è quasi certo che solo con l'arrivo degli Arabi la questione dei vivai di agrumi a Mazzarrà Sant'Andrea ebbe ad assumere un posto di rilievo nel quadro dell'economia della cittadina.

### Simboli
Lo stemma comunale è ispirato al blasone della famiglia Spadafora e riporta in campo azzurro un braccio destro di carnagione impugnante una spada posta in sbarra.
Il gonfalone è un drappo di azzurro.

## Società

### Evoluzione demografica
Abitanti censiti

### Tradizioni e folclore

#### La festa patronale
Patrona di Mazzarrà S. Andrea è la Madonna delle Grazie. La festa patronale si svolge tutti gli anni dal venerdì all'ultima domenica di agosto, inizia 15 giorni prima con la funzione religiosa "a scinduta da Madonna" (nel dialetto locale), giorno in cui il simulacro viene posto su di un fercolo. Nove giorni prima inizia la novena in onore della Madonna.
La mattina della domenica alle 8 la gente viene svegliata dal rumore dei fuochi d'artificio che annunciano l'imminente festa. Alle 18, al secondo colpo di martello e al grido di "Evviva la gran Signora Maria Santissima delle Grazie! E chiamamula mi nd'aiuta!!" ("e chiamiamola in nostro aiuto"), i portatori conducono il fercolo fuori dalla Chiesa Madre. I fedeli rendono omaggio alla Madonna sventolando dei fazzoletti bianchi e facendo offerte alla Madonna. Ogni volta che il fercolo si ferma il martello tuona due volte e tuona anche quando riparte; durante la processione vengono esplosi in molti angoli del paese, in segno di devozione individuale, mortaretti e fuochi artificiali. La processione dura circa 4 ore e rientra alle 22 circa, dopo giochi pirotecnici sul sagrato della Chiesa Madre.

## Geografia antropica

### Contrade e quartieri
Badia, Baglio, Bastiuni ruttu, Beveratoio, Binzi, Buarizzu*, Caccara (ove esisteva in tempo antico una fornace per cuocere i mattoni), Calvario, Casaleni, Casarusso, Castellaci, Castello, Cattafi, Cavalleria, Ceti, Chianu, Chiusa, Ciumi, Costa Foglio, Cuba, Croce, Crucitta, Cumà, Currie, Feu, Ficari niri, Fontane*, Furci, Giannìcola, Giarrisi, Lasciuredda, Log'amadonna, Macchie, Maggi, Mandrì, Mantonico, Merlo, Mezzavia, Mulino, Mulinazzu, Oliveto, Otaranatu, Piano cardone, Piano Gorne, Pintu, Pizzupalu, Pizzurussu, Ponti i' pacci, Pumarazzu, Quattalaru, Rinazzo, Rocca o Lucianu, Sant'Andrea, Scampati, Sciabacca, Sena, Strittucampu, Pinto, Zuppà, U' chianu i San Gioggiu, U' chianu a Chiesa. 
- Buarizzu e Fontane non sono più esistenti, e come molti altri sono nomi caduti nel dimenticatoio. Erano situate dalle parti delle contrade Chiusa e Cuba, perché pare che ai tempi degli arabi li fossero sorte le prime case-stalle di buoi e delle fontane monumentali meravigliose fra i terrazzamenti del terreno.

Fonte: Basilio La Rosa, Mazzarrà Sant'Andrea, la mia terra la mia gente, Giambra editori. 

### Località
Finaita.

## Economia
(Vincenzo Consolo)
L'economia del paese si basa sulla produzione agricola (in particolare di olive, agrumi, vite e ortaggi) ed artigianale.
Il vivaismo floro-agrumicolo è diventato il cardine dell'economia mazzarrese, tant'è che, piante innestate di agrumi provenienti dalla cittadina sono state esportate in varie regioni italiane e in diversi Paesi stranieri quali Albania, Algeria, Egitto, Grecia, Jugoslavia, Palestina, Tunisia. 
L'arte vivaistica mazzarrese trovò spazio, nel 1889, grazie ad un intraprendente mazzarrese, anche in Francia, a Parigi, in coincidenza con l'inaugurazione della Torre Eiffel.
Le tradizioni dell'attività vivaistica mazzarrese sono state sempre apprezzate, principalmente, per la selezione varietale curata con tecniche di alto livello e serio impegno.

### I vivai agrumicoli
È ancora aperto il problema del luogo dove ebbe inizio l'agricoltura, ma è quasi certo che solo con l'arrivo degli Arabi la questione dei vivai d'agrumi a Mazzarrà Sant'Andrea ebbe ad assumere un posto di rilievo nel quadro dell'economia.
L'attività agricola è la forma primaria e più nobile di attività economica. Essa richiede, specie per i vivai, un intenso lavoro inteso come applicazione di forze umane. I progressi della scienza agraria sono continui, ma nel campo della vivaistica la meccanizzazione è relativa.
Le nostre piante d'agrumi sono note in tutto il mondo e da pochi decenni il Ministero delle politiche agricole e forestali, la Regione Siciliana e la Cassa del Mezzogiorno, si interessano più da vicino al miglioramento della produzione e quindi al materiale di riproduzione.
Questa attività che si svolge a Mazzarrà Sant'Andrea da circa 500 anni permette di definire il paese come la culla di tutta la vivaistica agrumicola.

## Infrastrutture e Trasporti

### Strade
Mazzarrà Sant'Andrea è interessato dalla Strada statale 185 di Sella Mandrazzi.
Il territorio comunale è altresì attraversato da altre strade direttrici stradali: 
- Strada Provinciale 100, che collega il Comune di Furnari
- Diramazione SP 100/bis (del Mulino)

### Mobilità urbana
I trasporti interurbani di Furnari vengono svolti con autoservizi di linea gestiti da AST.

## Amministrazione

### Altre informazioni amministrative
Il comune di Mazzarrà Sant'Andrea fa parte delle seguenti organizzazioni sovracomunali: regione agraria n.3 (Alto Fantina e Alto Mela).

## Sport
Ha sede nel comune la società di calcio ASD Stefano Catania, che ha disputato campionati dilettantistici regionali.